# Birge-Sponer-Methode
In der molekularen Spektroskopie ist die Birge-Sponer-Methode oder das Birge-Sponer-Diagramm eine Möglichkeit, um die Dissoziationsenergie eines Moleküls abzuschätzen. Durch die Beobachtung der Übergänge von möglichst vielen Molekülschwingungen, zum Beispiel durch Elektronen- oder Infrarotspektroskopie, kann die Differenz {\displaystyle \Delta G_{v+{\frac {1}{2}}}=G(v+1)-G(v)} zwischen den Energieniveaus bestimmt werden. Die Summe über diese bis zum ersten ungebundenen Energieniveau {\displaystyle v_{\text{max}}+1} ergibt die Dissoziationsenergie {\displaystyle D_{0}}:
{\displaystyle D_{0}=\sum _{v=0}^{v_{\text{max}}}\Delta G_{v+{\frac {1}{2}}}=G(v_{\text{max}}+1)-G(0).}
Das Energieniveau {\displaystyle v_{\text{max}}+1} ist dadurch gekennzeichnet, dass die Energiedifferenz {\displaystyle \Delta G_{v_{\text{max}}+{\frac {1}{2}}}} eine Nullstelle hat. Entsprechend nimmt die Summe der Differenzen ein Maximum an, was den Punkt der Bindungsdissoziation anzeigt. Summiert man über alle Differenzen bis zu diesem Punkt, so erhält man die gesamte Energie, die nötig ist, um das Molekül zu dissoziieren, also es vom Grundzustand in den ungebundenen Zustand {\displaystyle v_{\text{max}}+1} anzuheben.
Oft nehmen die ersten, experimentell gut bestimmbaren Energiedifferenzem linear mit {\displaystyle v} ab. Für ein Morse-Potential gilt das exakt.
In diesem Fall kann durch lineare Extrapolation der Werte die Nullstelle bei die Summe aller Energiedifferenzen (die Fläche unter der linear extrapolierten Kurve) bestimmt werden. In der Praxis weisen solche Graphen häufig eine Krümmung auf, weil das tatsächliche Potential von der Morse-Form abweicht. Daher kann die Extrapolation ungenau sein und überschätzt meist die tatsächliche Dissoziationsenergie. Es kann aber auch vorkommen, dass sie unterschätzt wird.
Diese Methode ist benannt nach den beiden physikalischen Chemikern Raymond Thayer Birge und Hertha Sponer, die diese Methode entwickelten. Ein detailliertes Beispiel kann hier gefunden werden.